# Cung điện ở Jugów

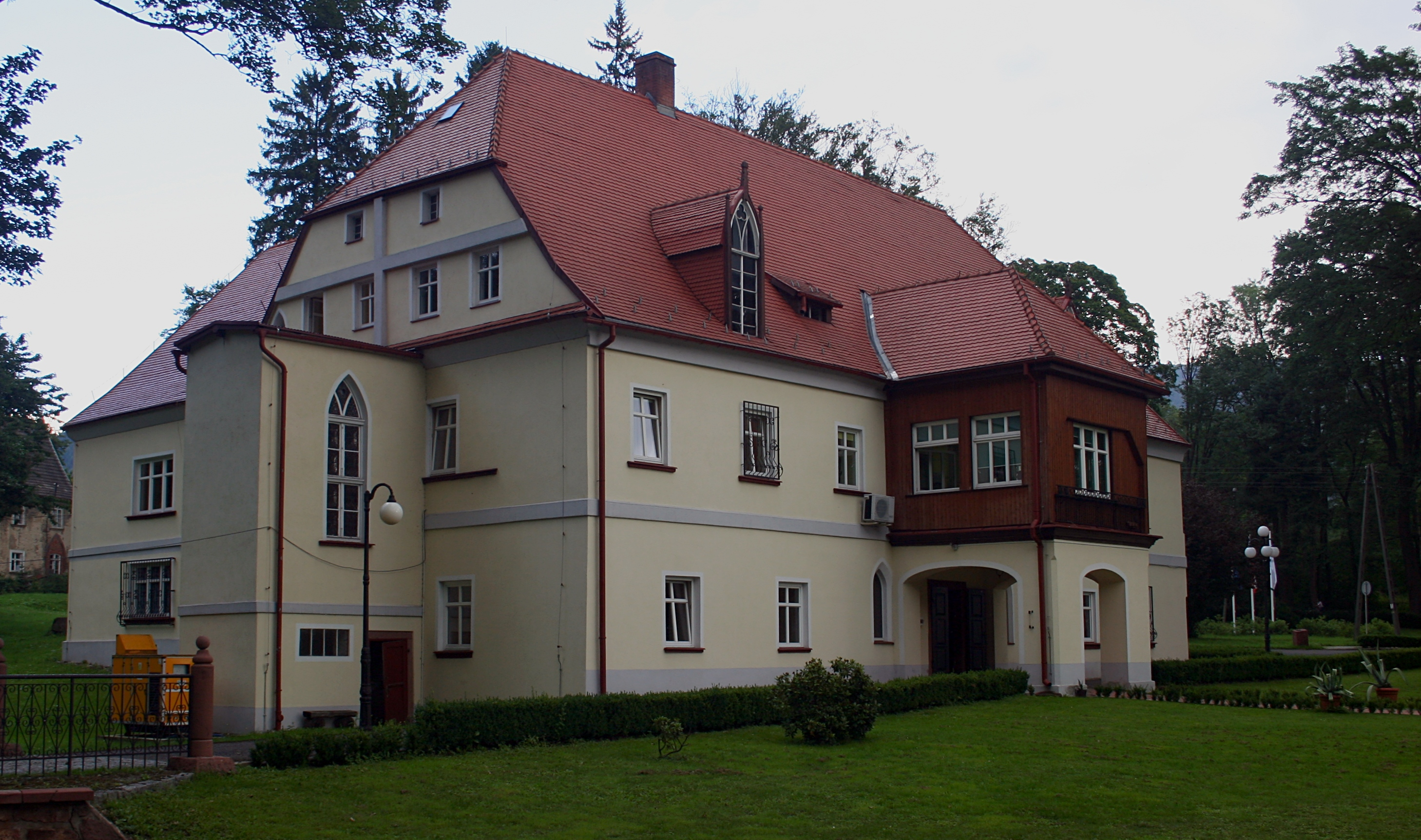
Cung điện ở Jugów (2011)

Cung điện ở Jugów (tiếng Ba Lan: Pałac w Jugowie) là một cung điện được xây dựng vào giữa thế kỷ 19, tọa lạc ở làng Jugów, Kłodzko, tỉnh Dolnośląskie, Ba Lan. Cung điện có tên trong danh sách di tích.

## Đôi nét về cung điện
Địa điểm xây dựng cung điện là khu đất trang viên (có từ năm 1472 và trang viên được xây vào khoảng năm 1605 bởi Henryk von Stillfried). Năm 1865, cung điện được xây dựng theo phong cách chiết trung dưới thời trị vì của Eberhard von Pfeil und Klein Ellguth. Phần sảnh cuối thời Phục hưng ở tầng trệt là di tích còn sót lại từ trang viên cũ.
Hiện nay, Cung điện ở Jugów nổi tiếng với một công viên xanh mát ở xung quanh cùng một đài phun nước ở phía trước lối vào.

## Chủ sở hữu qua các thời kỳ
- 1472–1482: Georg (Jerzy) I von Stillfried und Rattonitz (1420–1482)[3]
- 1482–1483: Paweł von Stillfried und Ratienitz
- 1482–1492: Georg (George) II von Stillfried und Ratienitz (1459–1492)
- 1492–1518: Georg (Jerzy) III von Stillfried (mất năm 1518)
- 1518–1524 Jakob von Stillfried und Rattonitz (1483–1524/ 9)
- 1524–1554: Georg (Jerzy) IV von Stillfried (1506–1554)
- 1554–1566: Róża Schaffgotsch, vợ của George IV
- 1566–1572: Georg (Jerzy) V von Stillfried (1548–1586)
- 1572–1580: Henryk von Stillfried (mất năm 1580)
- 1586: Georg (George) VI von Stillfried
- 1586–1615: Henryk von Stillfried: Elder (1519–1615)
- Từ năm 1600: Jan (Hans) von Stillfried Rattonitz (1549–1609)
- 1615–1637: Bernhard I von Stillfried (1567–1537)
- 1637–1669: Bernhard II von Stillfried (1611–1669)
- 1669–1702: Bernhard III von Stillfried und Rattonitz (1641–1702)
- 1702–1720: Nam tước Raymund Erdmann Anton Stillfried von Rattonitz (1672–1720)
- 1720–1739: Johann Joseph I, Nam tước Stillfried von Rattonitz (1695–1739)
- 1739–1761: Anna von Stillfried, Bá tước von Salburg (1703–1761), vợ của Johann Joseph I
- 1761–1767: Michael Raymund, Nam tước Stillfried und Rattonitz (1730–1796)
- 1767–1773: Augustyn von Stillfried
- 1773–1796: Michał Rajmund von Stillfried
- 1796–1805: Johann Joseph (Jan Józef) II, Bá tước Stillfried und Rattonitz (1762–1805)[4]
- 1805–1810: Fryderyk August von Stillfried
- 1832–1865: Ludwik von Pfeil
- 1865–1901: Eberhard von Pfeil und Klein Ellguth (1839–1901)
- 1865–1914: Marie von Pfeil, vợ của Eberhard
- 1914–1945: Friedrich Albrecht von Pfeil und Klein–Ellguth (1890–1945)[5]